# Sellnickochthonius americanus
Sellnickochthonius americanus är en kvalsterart som först beskrevs av MacQuitty 1986.  Sellnickochthonius americanus ingår i släktet Sellnickochthonius och familjen Brachychthoniidae. Inga underarter finns listade i Catalogue of Life.